# 江口未来子
江口 未来子（えぐち みきこ、1991年3月6日 - ）は、愛知県稲沢市出身の女子ソフトボール選手（外野手）。イタリア・セリエA1のMKFボッラーテ所属。元ソフトボール日本代表。

## 経歴
愛知県稲沢市出身。高御堂小学校5年の時にソフトボールを始める。6年の時には全国大会に出場し、小学生の日本代表にも選ばれた。稲沢中学校、東海学園高等学校に進学。2008年、高校3年の時に春の選抜大会で全国優勝した。
2009年、日本リーグ1部に所属する地元愛知県の実業団チーム、デンソーに入団。2016年には現役引退を決意したが、日本代表に初選出されたことで撤回。2018年には東京オリンピック日本代表候補入り。2019年、豊田自動織機シャイニングベガに移籍。
2020年12月、新型コロナウイルス感染拡大の影響で東京オリンピックの開催が1年延期されたことで、かねてより強く希望していた海外リーグに挑戦するため日本代表の辞退を表明し、JOCのオリンピック強化指定選手からも外れた。所属していた豊田自動織機シャイニングベガも退団した。その後、例年6月に開幕するアメリカのプロリーグに参戦するためにトレーニングを積んでいたが、感染症の拡大は改善されず、2021年2月に渡米を断念した。3月に日本リーグ1部の戸田中央総合病院メディックスへの入団が発表された。戸田中央では2022年までプレーした。
2023年、イタリア・セリエA1の強豪チームMKFボッラーテに移籍。同年にSGホールディングスギャラクシースターズからメタルコ・タンデルス・カステルフランコに移籍した相馬里砂と共に、JDリーグから初めてイタリアリーグに挑戦した選手となった。4月1日のシーズン開幕戦で両者は対戦することになり、江口は1番ライトで、相馬は2番キャッチャーで共にスタメン出場を果たした。試合は8-3でMKFボッラーテが勝利した。
2023年8月にイタリアのカロンノ・ペルトゥゼッラで開催された欧州カップウィナーズカップに、地元チーム・レアヴェンドルス・カロンノの補強選手として出場。全試合に1番ライトでスタメン出場した。決勝でオランダのスパークス・ハールレムに6-5（延長9回）で敗れたものの、チームの準優勝に貢献した。
2025年、メキシコ・LMSのチャロス・デ・ハリスコに加入。

## 選手としての特徴
俊足・巧打が持ち味。自他共に認める俊足を活かすため、出塁率を高めることを意識してプレーしている。
日本代表監督の宇津木麗華は、江口の足を「日本で一番速い」と評価しており、東京オリンピックでは1番ライトでの起用を予定していた。

## 人物・エピソード
元プロ野球選手の江口亮輔は実兄である。

## 詳細情報

### 背番号
- 25（2009 - 2018）
- 3（2019 - 2020）
- 11（2021 - 2022）